# Claudia Mo

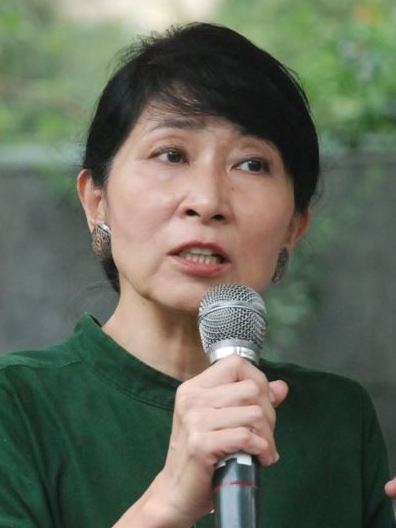
Claudia Mo (2016)

Claudia Mo (chinesisch 毛孟靜 / 毛孟静; * als Mo Man-ching am 18. Januar 1957), auch bekannt als Claudia Bowring, ist eine hongkongische Journalistin und Politikerin des demokratischen Lagers.

## Persönliches Leben und Bildung
Mo wurde in Hongkong geboren in einer Familie aus Ningbo (Zhejiang). Sie ist mit dem britischen Journalisten Philip Bowring verheiratet, mit dem sie zwei Söhne hat.
Sie besuchte die St. Paul’s Secondary School in Hongkong und machte 1975 den Schulabschluss. Danach machte sie den voruniversitären Abschluss in Toronto und erwarb 1979 einen Bachelor in Anglistik am Carleton University in Ottawa.
Anschließend arbeitete sie bei der Agence France-Presse (AFP), wo sie Depeschen aus dem Französischen ins Chinesische übersetzte. Sie wurde später zur Chef-Korrespondentin der AFP in Hongkong befördert und berichtete über den Tian’anmen-Massaker, den sie beschrieb als „eine Wendepunkt, die [ihre] journalistische Prinzipien und politische Überzeugungen gefestigt haben“. Danach war sie Journalistin für The Standard und TVB. Dazu moderierte sie Fernseh- und Rundfunksendungen von RTHK, darunter Media Watch und City Forum.
Ihr Buch We Want True Democracy wurde 2015 veröffentlicht.
Seit Januar 2021, als sie mit 54 weiteren Aktivisten des demokratischen Spektrums unter Anwendung des neuen Chinesischen Sicherheitsgesetzes für Hongkong festgenommen wurde, sitzt sie in Haft. Am 6. Februar 2023 begann gegen sie und 46 weitere Angeklagte der Prozess.

## Politische Karriere
2006 war Mo Gründungsmitglied der Civic Party. Sie kandidierte zuerst bei der Parlamentswahl 2008 im geographischen Wahlkreis Kowloon West ohne Erfolg.
Bei der Parlamentswahl 2012 gewann sie einen der fünf Sitze des Wahlkreises Kowloon West. Sie kandidierte mit dem Slogan „Against Mainlandisation“ („Gegen die Kontinentalisation“), was eine Kontroverse innerhalb der Civic Party auslöste, weil die Partei den Slogan „Against Communistisation“ („Gegen die Kommunisierung“) nutzte. Nach der Wahl wurde sie als eher lokalistisch innerhalb ihrer Partei betrachtet. Mit Garry Fan (Neo-Democrats) gründete sie die lokalistische Gruppe HK First.
Sie wurde bei der Parlamentswahl 2016 neugewählt. Am 14. November 2016 verließ sie die Civic Party aufgrund Meinungsverschiedenheiten über Lokalismus, Filibuster und andere Themen. Sie behauptete, dass sie weiter als demokratische Abgeordnete sitzen würde innerhalb der Gruppe HK First.
Im Jahre 2019 wurde der Pro-Peking Abgeordnete Junius Ho wegen sexistischen Äußerungen gegen Claudia Mo aus einer Sitzung des Legislativrats ausgeschlossen.